# Henri Varroy

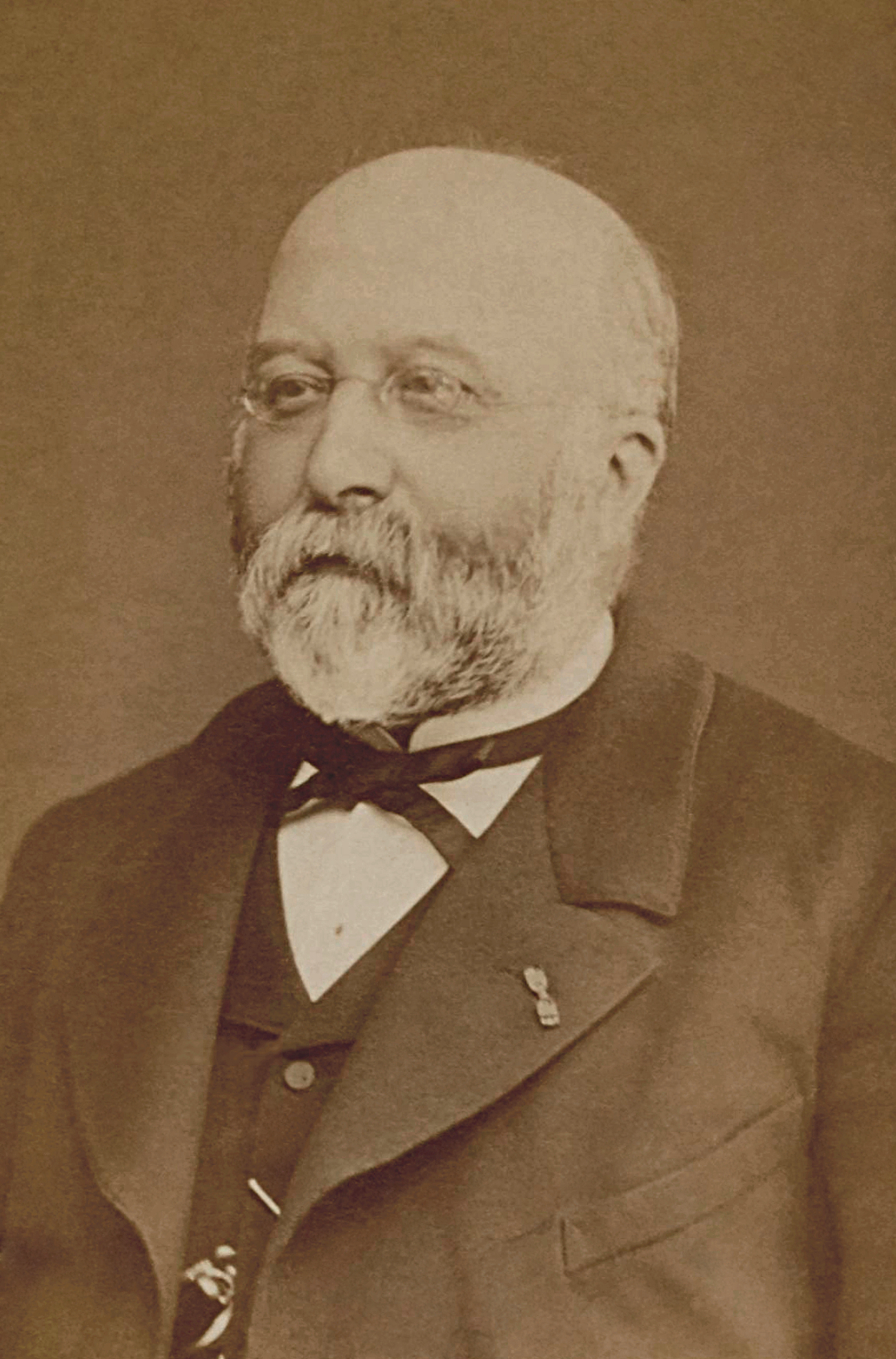
Henri Varroy, (1870)

Henri Auguste Varroy (* 25. März 1826; † 23. März 1883 in Vittel) war ein französischer Ingenieur und Politiker. Von Dezember 1879 bis September 1880 und von Januar bis August 1882 war er in den ersten beiden Regierungen Freycinet Minister der öffentlichen Arbeiten.

## Leben und Beruf
Henri Auguste Varroy wurde in der Familie eines Friedensrichters geboren und studierte ab 1843 an der École polytechnique, bevor er als Jahrgangsbester 1846 an die École des Ponts ParisTech wechselte, die er, ebenfalls als Jahrgangsbester, 1849 abschloss. In den folgenden Jahren bis 1860 arbeitete Varroy an der Rheinbegradigung im badisch-elsässischen Abschnitt. Anschließend war er in leitender Position am Bau mehrerer Eisenbahnlinien in Lothringen beteiligt, 1869 wurde Varroy Chef der regionalen Straßen- und Brückenverwaltung in Nancy.

## Politische Karriere
Mit dem besten Ergebnis aller Kandidaten im Département Meurthe-et-Moselle wurde Varroy im Februar 1871 in die französische Nationalversammlung gewählt, wo er auf der linken Seite Platz nahm. Zusammen mit einer ganzen Reihe weiterer Abgeordneter legte er sein Mandat am 1. März 1871 aus Protest gegen den Vorfrieden von Versailles nieder, nutzte aber einen entsprechenden Beschluss der verbliebenen Abgeordneten um am 20. März das Mandat wiederaufzunehmen. Im Oktober 1871 wurde er zusätzlich zum Präsidenten des Generalrates seiner Heimatregion gewählt.
Im Januar 1876 wurde Varroy für seine Heimat zum Senator gewählt und bei der ersten Teilerneuerung im Januar 1879 wiedergewählt. Im Senat beschäftigte er sich vornehmlich mit Haushalts- und Wirtschaftsfragen, u. a. als Berichterstatter zu mehreren Gesetzen. Seine beiden Amtszeiten als Minister waren vor allem von der Implementierung des Plan Freycinet geprägt, der den großzügigen Ausbau der Eisenbahnverbindungen und Kanäle in ganz Frankreich beinhaltete.

## Sonstiges
1864 wurde Varroy Ritter der Ehrenlegion. In Épinal existiert zu seinem Andenken eine Rue Varroy.